# Дешніц
Дешніц (нім. Döschnitz) — громада в Німеччині, розташована в землі Тюрингія. Входить до складу району Заальфельд-Рудольштадт. Складова частина об'єднання громад Міттлерес-Шварцаталь.
Площа — 6,28 км2. Населення становить 217 ос. (станом на 31 грудня 2021).

## Галерея

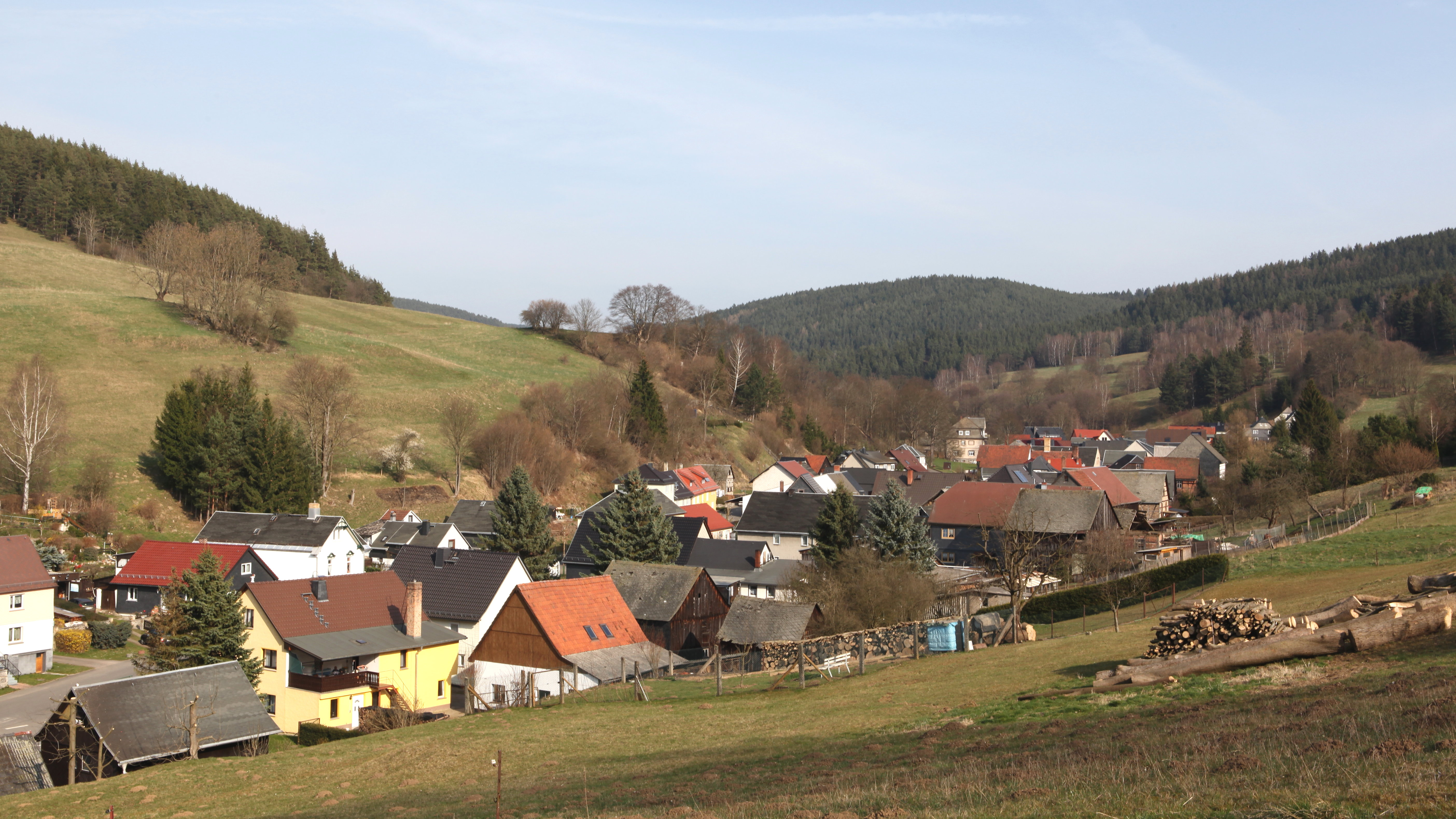